# Axel Braun
Axel Braun (Milano, Italia, 22 de septiembre de 1966) italiano-americano, productor y director de cine para adultos. Conocido por sus producciones de parodias porno. Braun también es un miembro del Salón de la Fama AVN, Salon de la Fama de XRCO y del  Salón de la Fama NightMoves. Braun es el hijo de Lasse Braun, quien fue uno de los primeros que tuvo éxito en la campaña para la legalización de la pornografía en Europa. Axel es el director más premiado de la historia del cine para adultos.

## Carrera
Braun ha dirigido más de 500 películas desde 1990. Se ha especializado en parodiar ficciones porno de películas y personajes populares. Su éxito le ha permitido dirigir películas que cuentan con un gran presupuesto. La película Batman XXX: A Porn Parody fue la más vendida y mejor título alquilado del 2010 y Star Wars XXX: A Porn Parody es hasta la fecha la mejor película porno vendida. Debido al éxito de Batman XXX, Vivid Entertainment creó una nueva línea para capitalizar a los superhéroes y la ciencia ficción en un géneros llamado Vivid Superhero y Braun fue nombrado director principal de la iniciativa En 2013, Braun firmó un contrato exclusivo para dirigir en Wicked Pictures donde se lanzaron Wicked Fairy Tales y  Wicked Comix, dos sellos editoriales dedicados exclusivamente a parodias de cuentos y cómics.

## Promoción
Desde 2013 decidió que no contrataría a actrices porno menores de 21 años.
En mayo de 2014, Braun, anunció dos nuevas políticas para sus producciones. Primero, no renuncian al uso de los condones en sus vídeos. Segundo, se requerirá un examen completo de pruebas de ETS/VIH, de no más de siete días. Añadió que iba a cubrir personalmente el coste de la prueba si la prueba actual de un artista era más antiguo.

## Reconocimiento
Braun fue incorporado al Salón de la Fama de AVN en 2011 y en el Salón de la Fama XRCO en 2014. Ha ganado el premio AVN Mejor Parodia por seis años consecutivos, en 2011, 2012, 2013, 2014, 2015, y 2016. Braun es el único director que ha ganado el premio AVN a Director del Año más de una vez, en total ganó cuatro veces consecutivas, en el 2011,2012, 2013, y 2014. En enero de 2015, 24 XXX: An Axel Braun Parody se convirtió en la primera parodia a ganar el Premio AVN a Película Del Año. El 23 de enero De 2016, Peter Pan XXX: An Axel Braun Parody fue, por segunda vez consecutiva, que una parodia ganó el Premio AVN a Película del Año.

## Actrices en exclusiva
Braun es propietario de la productora Axel Braun Productions, el cual tiene tres contratos de exclusividad de las actrices porno: Aiden Ashley, Riley Steele, y Carter Cruise.

## Otras Empresas
Braun es el propietario de Level 5 Post, una empresa de posproducción que suministra la edición, creación de gráficos y efectos especiales, para muchas compañías de cine para adultos.